# Najamnine i tržište rada
Najamnine su dohodak od rada koji se međusobno razlikuje po vrstama posla, po ekonomskim granama, po spolu i po zemljama.

## Vrste najamnina
- Nominalna najamnina - one koje su izražene u novčanim jedinicama.
- Realna najamnina - one koje izražavaju kupovnu moć nominalnih najamnina.

Za razliku od nominalnih najamnina koje se izražavaju u novcu, realne najamnine se izražavaju u količini roba koje se kupuju za nominalne najamnine. Ovise o visini dohotka, tj. nominalnim najamninama i visini cijena.

## Tržište rada
- Savršeno konkurentno

a. Postojanje velikog broja radnika koji traže posao i postojanje velikog broja poslodavaca pri čemu nijedan od njih ne može diktirati najamnine.
b. Rad je homogen – svi su radnici jednako vješti i produktivni.
c. Radnici su savršeno pokretljivi.
d. Radnici su potpuno informirani o promjenama na tržištu rada.
- Nesavršeno konkurentno

Bitno obilježje ovog tipa tržišta je postojanje monopola ponude odnosno potražnje rada.
Monopol ponude rada javlja se u vidu radničkih sindikata, dok se monopol potražnje rada javlja u vidu udruga poslodavaca.
Sindikata i udruga poslodavaca nema na savršeno konkurentnom tržištu rada.

## Formiranje najamnina na tržištu rada
Najamnine se na tržištu rada formiraju pod utjecajem potražnje i ponude rada.
Grafički se to prikazuje pomoću presjecišta krivulje ponude rada (SL) i krivulje potražnje rada (DL). Na apscisi se očituje broj radnih sati, a na ordinati visina najamnine.